# Oristiné
Oristiné, jedno od ranih plemena porodice lulean iz argentinskog Gran Chaca. Govoril isu istoimenim jezikom ili dijalektom.